# 高庄乡 (辉县市)
高庄乡，是中华人民共和国河南省新乡市辉县市下辖的一个乡镇级行政单位。

## 行政区划
高庄乡下辖以下地区：
高庄村、后郭雷村、史村、郝庄村、孙村、冀庄村、祝庄村、庞村、北新庄村、岳村、金章村、前郭雷村、六台山村、火岔沟村、白道村、贾沟村、苏村、东池头村、西池头村、土楼村、盘底庄村、宋庄村和石井村。